# Bad Boys (Bryn Terfel-album)
Bad Boys är ett musikalbum från 2010 med Bryn Terfel. På albumet har Terfel samlat några av de värsta skurkarna i sitt röstfack.

## Låtlista
1. "So lo Spirito che nega" ur Mefistofele (Arrigo Boito) – 3'40
2. "Tre sbirri, una carrozza" ur Tosca (Giacomo Puccini/Giuseppe Giacosa/Luigi Illica) – 4'24
3. "Udite, udite, o rustici" ur Kärleksdrycken (Gaetano Donizetti/Felice Romani) – 7'15
4. "Vanne! - Credo in un Dio crudel" ur Otello (Giuseppe Verdi/Arrigo Boito) – 4'43
5. "Schweig, schweig, damit dich niemand warnt" ur Friskytten (Carl Maria von Weber/Johann Friedrich Kind) – 3'13
6. "It ain't necessarily so" ur Porgy och Bess (George Gershwin/Ira Gershwin/Dorothy Heyward) – 3'51
7. "Moritat von Mackie Messer" ur Tolvskillingsoperan (Kurt Weill/Bertolt Brecht) – 2'57
8. "When the night wind howls" ur Ruddigore (Arthur Sullivan/William Schwenck Gilbert) – 2'34
9. "Epiphany" ur Sweeney Todd (Stephen Sondheim) – 3'17
10. "Stars: There, out in the darkness" ur Les Misérables (Claude-Michel Schönberg/Herbert Kretzmer/Alain Boublil) – 3'10
11. "O monumento!" ur La Gioconda (Amilcare Ponchielli/Arrigo Boito) – 4'17
12. "La calunnia è un venticello" ur Barberaren i Sevilla (Gioacchino Rossini/Cesare Sterbini) – 3'28
13. "Ha! Welch ein Augenblick!" ur Fidelio (Ludwig van Beethoven/Joseph von Sonnleithner/Stephan von Breuning/Friedrich Treitschke) – 3'08
14. "Le veau d'or est toujours debout" ur Faust (Charles Gounod/Jules Barbier/Michel Carré) – 2'06
15. "Don Giovanni, a cenar teco m'invitasti" ur Don Giovanni (Wolfgang Amadeus Mozart/Lorenzo da Ponte) – 6'20

## Medverkande
- Bryn Terfel – basbaryton
- Balcarras Crafoord – baryton (spår 2)
- Anne Sofie von Otter – mezzosopran (spår 9)
- Paul Daniel – dirigent
- Sveriges Radios symfoniorkester
- Radiokören

## Recensioner
- Svenska Dagbladet 3 februari 2010

### Fotnoter
1. ↑  ”DG”. https://www.deutschegrammophon.com/en/catalogue/products/bryn-terfel-bad-boys-1771. Läst 31 oktober 2011.